# Podacanthus keyi
Podacanthus keyi är en insektsart som beskrevs av Brock och Jack W. Hasenpusch 2007. Podacanthus keyi ingår i släktet Podacanthus och familjen Phasmatidae. Inga underarter finns listade i Catalogue of Life.